# Röd moratorsk
Röd moratorsk (Pseudophycis bachus), en havslevande medlem av familjen djuphavstorskfiskar som finns kring Australien och Nya Zeeland.

## Utseende
Den röda moratorsken är en avlång fisk med två ryggfenor, den första kort, med 8 till 14 mjukstrålar, den andra (liksom analfenan) lång. Färgen är skär till röd, bleknande mot buken. Rygg-, anal- och stjärtfenorna har mörka kanter, och vid bröstfenornas bas finns en mörk fläck. Hakan har en skäggtöm. Som mest blir den 90 cm lång, men är vanligtvis mindre.

## Vanor
Arten föredrar sand- och dybottnar på ett djup mellan 25 och 700 m, vanligtvis dock mellan 200 och 300 m. Det finns även populationer som lever på grunt vatten, ner till 50 m, och uppehåller sig i klippsprickor och undervattensgrottor. Födan består av fiskar, bläckfiskar, krabbor och andra kräftdjur.

### Fortplantning
Den röda moratorsken blir könsmogen omkring 4 års ålder och cirka 50 cm längd. Den leker under senvintern över den yttre kontinentalsockeln. Stora honor kan lägga så mycket som 30 miljoner ägg.

## Kommersiell användning
Arten är föremål för ett omfattande kommersiellt trålfiske, främst i Nya Zeeland. Även sportfiske förekommer.

## Utbredning
Arten finns i sydvästra Stilla havet kring Australien från Sydney söderut, inkluderande Tasmanien, samt kring Nya Zeeland.